# Jessie Royce Landis
Jessie Royce Landis, född 25 november 1896 i Chicago, Illinois, död 2 februari 1972 i Danbury, Connecticut, var en amerikansk skådespelare. Hon var främst teaterskådespelare, men gjorde även ett antal filmroller.

## Filmografi i urval
- 1949 – Det händer varje år
- 1949 – Mitt dåraktiga hjärta
- 1949 – Alla tiders primus
- 1955 – Ta fast tjuven!
- 1956 – Svanen
- 1959 – I sista minuten
- 1959 – Luft i luckan
- 1961 – Tycker ni om Brahms ...
- 1962 – Drömbruden
- 1970 – Airport - flygplatsen

## Fotnoter
1. 1 2  SNAC, SNAC Ark-ID: w64w04rj, läs online, läst: 9 oktober 2017.[källa från Wikidata]
2. 1 2  FemBios databas, FemBio-ID: 16855, läst: 9 oktober 2017.[källa från Wikidata]
3. ↑  Deutsche Synchronkartei, Deutsche Synchronkartei skådespelar-ID: 2243, läst: 4 april 2022.[källa från Wikidata]